# Tahmasp I
Tahmasp I (lub Tahmasb I) (pers. شاه تهماسب یکم) 
(ur. 22 lutego 1514, zm. 14 maja 1576) – szach Persji w latach 1524–1576, najdłużej panujący z dynastii Safawidów. Był synem Ismaila I i Turkmenki Szach-Begi Chanum (znanej też jako Tajlu Chanum).
W okresie dzieciństwa, gdy był słaby, dostał się pod kontrolę Kyzyłbaszów, którzy byli podstawą potęgi Safawidów. Przywódcy Kyzyłbaszów walczyli ze sobą o prawo opieki nad nieletnim Tahmaspem. Po osiągnięciu wieku dorosłego Tahmasp zdołał odzyskać władzę i kontrolę nad Kyzyłbaszami.
Jego panowanie naznaczone było zagrożeniami zewnętrznymi, przede wszystkim ze strony Imperium Osmańskiego i Uzbeków. W 1555 roku uregulował stosunki z Turcją na mocy pokoju zawartego w Amasya, który zakończył wojnę z Turcją 1532-1555. Pokój ten trwał przez 23 lata, a w przyszłości złamał go szach perski Mohammad Chodabande.
Znany jest również z pomocy jakiej udzielił zdetronizowanemu władcy Imperium Mogołów Humajunowi, którego wizerunek przedstawiony jest na malowidle ściennym w pałacu Safawidów Czehel Sotun.
Jednym z największych osiągnięć Tahmaspa w końcowym okresie jego panowania był rozwój popieranego przez niego narodowego przemysłu produkującego perskie dywany jako reakcja na przerwanie prowadzenia handlu wzdłuż Jedwabnego Szlaku, co było skutkiem wojen z Turcją.

## Życiorys

### Regencja 1524-1533
Tahmasp miał 10 lat w chwili, gdy przejął tron perski po swym ojcu Ismailu I, założycielu dynastii Safawidów w Iranie. Będąc zbyt młodym, by władać samodzielnie, Tahmasp dostał się pod kontrolę Kyzyłbaszów. Część plemion uznała, że przywódca Kyzyłbaszów Div Sultan Rumlu może sprawować regencję w imieniu nieletniego szacha, jednak inni byli temu przeciwni i w 1526 roku doszło z tego powodu do krwawej wojny domowej między zwalczającymi się frakcjami. Zwycięzcą okazał się Div Sultan, jednak wkrótce jego sprzymierzeniec Chuha Sultan Takkalu zwrócił się przeciwko niemu i wezwał młodego szacha, by pozbył się regenta. Gdy 5 lipca 1527 roku Div Sultan przybył na zebranie rządu, Tahmasp strzelił do niego z łuku. Strzał okazał się niecelny, jednak zwolennicy szacha zabili dotychczasowego regenta.
Nowym regentem został Chuha Sultan. Wojnę domową w Iranie wykorzystali Uzbecy, którzy dokonali inwazji na północno-wschodnią prowincję Chorasan. W 1528 roku Chuha Sultan wraz z szachem ruszyli na czele armii, by odzyskać kontrolę nad utraconym regionem. Pomimo odniesionego zwycięstwa nad Uzbekami w bitwie pod Jam, Tahmasp był zniesmaczony tchórzostwem, jakim podczas walki wykazał się Chuha Sultan. Na przełomie 1530 i 1531 doszło do walk między członkami plemienia Szamlu a członkami plemienia Takkalu, frakcjami Kyzyłbaszów, w których Chuha Sultan został zabity przez Szamlu. Gdy Takkalu próbowali odzyskać przewagę poprzez porwanie szacha, ten wpadł w gniew i wydał rozkaz totalnej masakry szczepu Takkalu. Po tych wypadkach Takkalu nigdy nie zdołali odzyskać swych wpływów w Iranie.
Nowym regentem w 1533 roku miał zostać przywódca Szamlu Husajn Chan, którego Tahmasp podejrzewał, że chce go pozbawić tronu i zamordować. Tahmasp był już w odpowiednim wieku i miał dostateczną wiedzę, by sprawować władzę samodzielnie.

### Zagrożenia zewnętrzne 1533-1553

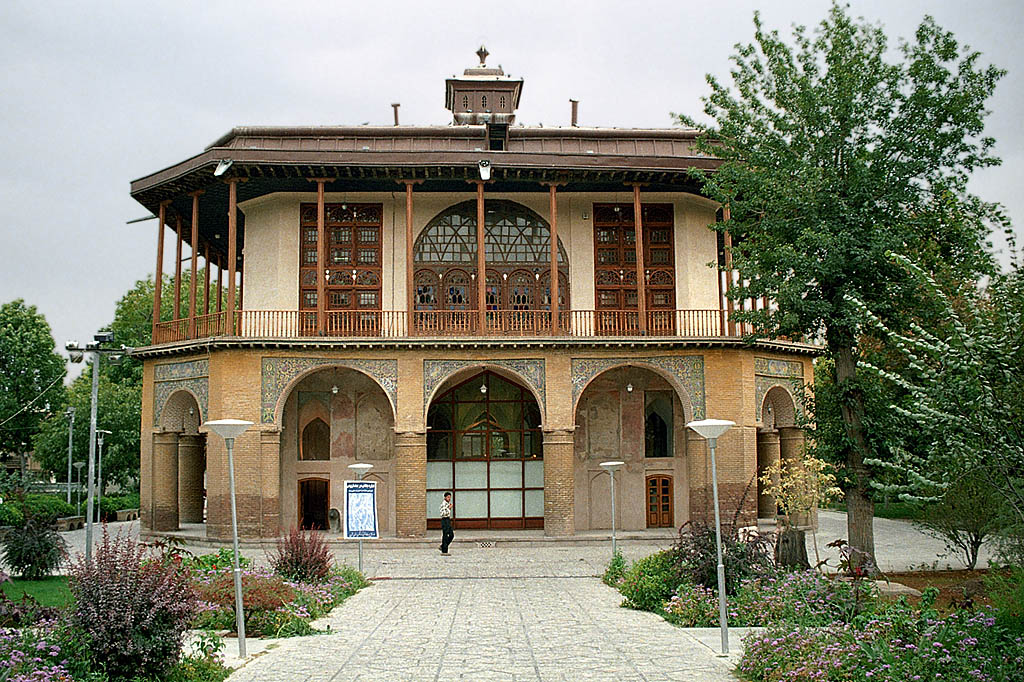
Pałac Czehel sotun jest jedynym zachowanym do dziś pałacem Tahmaspa I; został odrestaurowany przez Kadżarów w XIX wieku

Walki wewnętrzne w Iranie dały okazję wrogom Persji, chanom uzbeckim na wschodzie i Turcji na zachodzie, by pokusić się o zdobycze terytorialne. Imperium osmańskie rządzone przez Sulejmana Wspaniałego znajdowało się u szczytu swej potęgi. Od 1533 do 1553 roku Turcy przeprowadzili cztery inwazje na Iran. Ponieważ armia turecka miała ogromną przewagę liczebną, Tahmasp zmuszony był unikać walnej bitwy i poszukać innej taktyki.
W 1534 roku Sulejman najechał Persję z armią liczącą 200 000 żołnierzy oraz 300 dział i moździerzy. Tahmasp mógł przeciwstawić tylko 7000 żołnierzy z kilkoma działami. Turcy oblegli stolicę Safawidów Tebriz, przeszli Kurdystan i zdobyli Bagdad. Tahmasp unikał bitew, stosując taktykę spalonej ziemi. Okazała się ona bardzo skuteczna, gdyż Turcy stracili z tego powodu 30 000 żołnierzy podczas próby przedarcia się przez góry Zagros. Ciężkie straty skłoniły sułtana do odwrotu.
Później Sulejman spróbował wykorzystać nielojalność brata Tahmaspa, Alqasa Mirzy, który był zarządcą pogranicznej prowincji Szyrwan. Alqas podniósł bunt i obawiając się gniewu brata schronił się na tureckim dworze. Przekonał sułtana, że jeśli uderzy na Persję, pod jego wpływem Irańczycy podniosą bunt i obalą Tahmaspa. W 1548 roku Sulejman Wspaniały i Alqas wdarli się do Iranu na czele potężnej armii, w odpowiedzi na co Tahmasp zastosował wokół Tebrizu sprawdzoną już taktykę spalonej ziemi, stwarzając armii tureckiej poważne problemy aprowizacyjne. Alqas próbował dotrzeć do dalszych terytoriów Iranu, licząc, że uda mu się wzniecić powstanie przeciwko szachowi, jednak mieszkańcy miast Isfahan i Sziraz odmówili otwarcia bram. Musiał więc zawrócić do Bagdadu, gdzie rozczarowani Turcy zostawili go jako osobę pozbawioną znaczenia. Gdy wpadł w ręce Persów, uniknął kary śmierci, jednak został skazany na dożywotni pobyt w więzieniu w twierdzy Qahqaha.
Podczas ostatniej inwazji tureckiej na Persję, do jakiej doszło w 1553 roku, Tahmasp przejął inicjatywę i pobił armię Iskandara Paszy w bitwie pod Erzurum. W jego ręce wpadł m.in. jeden z ulubieńców Sulejmana Wspaniałego, Sinan Beg. To skłoniło sułtana do podjęcia rozmów zakończonych w 1555 roku pokojem w Amasya. Zawarty pokój uwolnił Persję od tureckich ataków na trzy dekady. Mimo to przezorny Tahmasp postanowił przenieść stolicę swego państwa dalej od granicy z Turcją - do Kazwinu.
W latach 1540–1553 Tahmasp prowadził działania wojenne na obszarze Kaukazu, biorąc w niewolę wielu Ormian, Gruzinów i Adygejczyków. W przyszłości ludność ta stała się ważnym elementem społeczeństwa Iranu.

### Królewscy uchodźcy: Bajazyd i Humajun

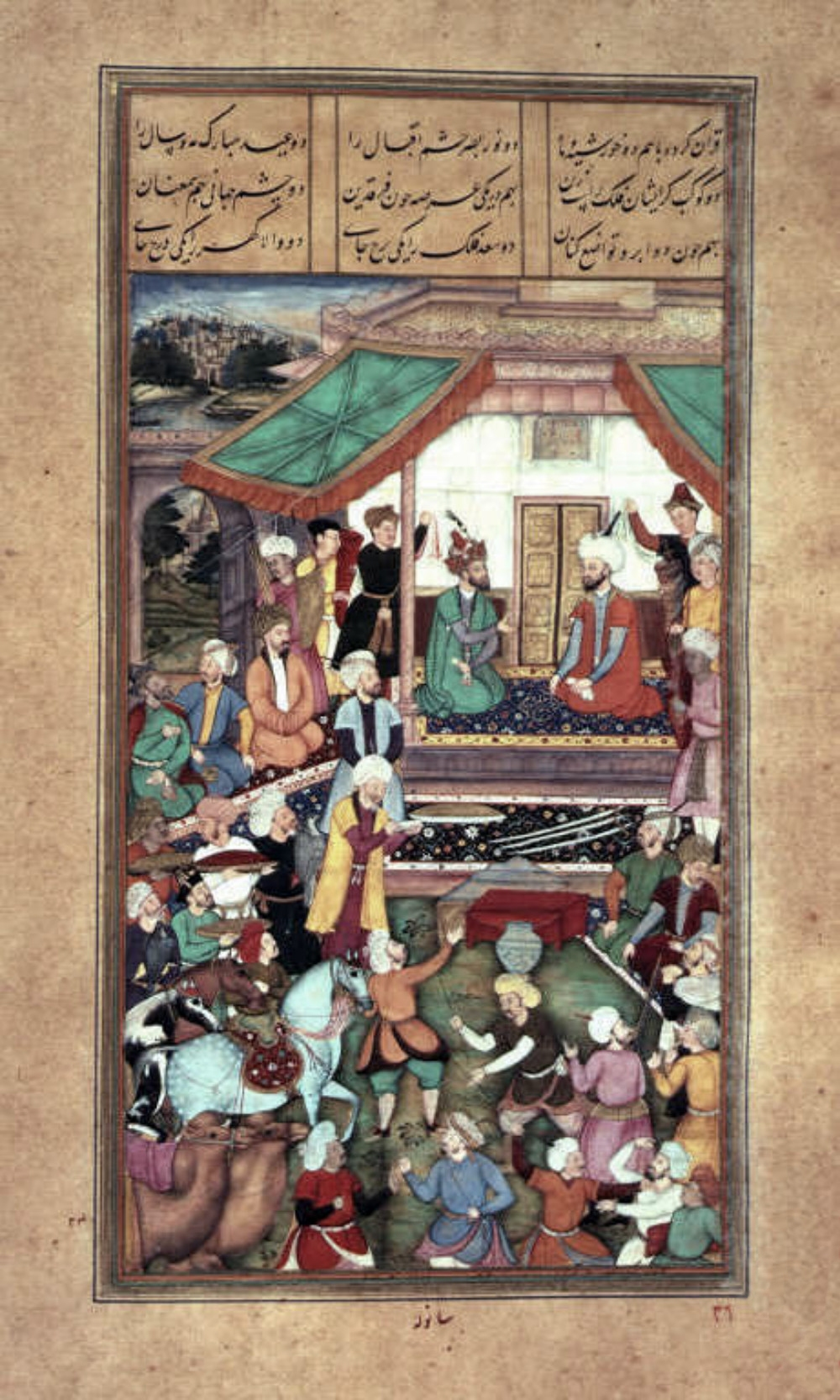
Szach Tahmasp wita wygnanego Humajuna

Imperium Mogołów było wschodnim sąsiadem Persji. W 1544 roku cesarz Humajun uciekł na dwór Tahmaspa po tym, jak został obalony przez rebelię Szer Chana. Tahmasp żądał, by sunnita Humajun przeszedł na szyityzm, co miało być warunkiem udzielenia pomocy. Humajun zgodził się, ale niechętnie, przekazując jednocześnie w ręce Tahmaspa strategicznie ważne miasto Kandahar w zamian za perską pomoc wojskową przeciwko spadkobiercom Szer Chana i jego własnym zbuntowanym braciom. W 1555 roku odzyskał utracony tron.
Humajun nie był jedynym uchodźcą z rodu panującego, który szukał schronienia na dworze Tahmaspa. W Imperium Osmańskim, na dworze sułtana, doszło do sporu dotyczącego następstwa tronu po Sulejmanie Wspaniałym. Ulubiona żona sułtana Roksolana pragnęła, by tron objął jej najstarszy syn Selim. Jednak Selim był alkoholikiem, za to trzeci syn Roksolany Bajazyd wykazał się znacznymi zdolnościami militarnymi. Obaj książęta toczyli ze sobą spór, który doprowadził do tego, że Bajazyd zbuntował się przeciwko swemu ojcu. Jego list wyrażający skruchę nigdy nie dotarł do sułtana i Bajazyd uciekać musiał za granicę przed wyrokiem śmierci.
W 1559 roku przybył do Persji, gdzie został serdecznie przyjęty przez Tahmaspa. Sulejman gorliwie nakłaniał perskiego szacha, by przekazał Bajazyda w jego ręce, jednak Tahmasp głuchy był zarówno na obietnice, jak i groźby do czasu, gdy sułtan obiecał mu 400 000 sztuk złota. Gdy we wrześniu tego roku Tahmasp i Bajazyd bawili się na bankiecie zorganizowanym w Tabriz, Tahmasp nagle ogłosił, że otrzymał wiadomości, że turecki książę wmieszany był w spisek na jego życie. Gdy na wieść o tym tłum zebranych gości zaczął ogarniać gniew, Tahmasp rozkazał umieścić Bajazyda w areszcie, zapewniając go, że to dla jego własnego bezpieczeństwa. Następnie Tahmasp przekazał Bajazyda w ręce ambasadora Turcji. Wkrótce potem Bajazyd został zamordowany przez wysłanników, których wysłał jego ojciec.

### Ostatnie lata
Gdy w 1574 roku Tahmasp zachorował, doszło do sporu wśród Kyzyłbaszów w sprawie wyboru, który z książąt ma odziedziczyć tron. Ponadto gruzińskie i adygejskie żony szacha utworzyły własne stronnictwo. Matkami siedmiu synów Tahmaspa były Gruzinki i Adygejki, a matką dwóch synów była Turkmenka Sultanum Bekum Mawsillu. Spośród jej dwóch synów, Mohammad Chodabande uważany był za niezdolnego do objęcia rządów, gdyż miał tak słaby wzrok, że był niemal ślepy. Jego młodszy brat Isma’il był więziony przez Tahmaspa od 1555 roku. Pomimo tego dworska frakcja popierała Ismaila, podczas gdy inni popierali Hajdara Mirzę, syna Gruzinki. Uważano, że Tahmasp faworyzował Hajdara, jednak on sam nakazał zwolennikom Hajdara, by nie próbowali zabić Ismaila.
Tahmasp zmarł otruty, choć nie jest pewne, czy celowo, czy przez przypadek. Zaraz po jego śmierci wybuchły walki między poszczególnymi stronnictwami dworskimi. Gdy Hajdar został zabity, szachem został Ismail.

## Rodzina

### Żony
Kadamali Sultan Begum, z domu Sultanum Begun
1. Sultan Agha Chanum, Adygejka[1]
2. Sultanzada Chanum, Gruzinka[1]
3. Zahra Baji, Gruzinka[1]
4. Chan-Parwar Chanum, Gruzinka[1]
5. Huri-Chan Chanum, Gruzinka[1]
6. córka zarządcy Dagestanu[1]
7. Aisza Begum[1]
8. Zainab Sultan Chanum[1]
9. Zahra Baji, Gruzinka[1]

### Synowie Tahmaspa I
1. książę Szachzadeh Soltan ‘Ali Quli Mirza (1528–1529)
2. Mohammad Chodabande (ur. 1532, zm. 1595)
3. Ismail II (ur. 1537 - zm. 1577)
4. książę Szachzadeh Soltan Murad Mirza (1538 – 5 września 1545), w 1545 został zarządcą Kandaharu
5. książę Szachzadeh Soltan Soleiman Mirza (urodzony w 1554 w mieście Nichicziwan, zmarł 2 listopada 1576 w Kazwinie), zarządca Farsu w latach 1555–1557 oraz zarządca Meszhedu w 1576
6. książę Szachzadeh Soltan Heidar Mirza (urodzony w 1555 w Kazwinie, zmarł 14 maja 1576) - miał córkę, którą poślubił Hasan Chan Ustajalu, z którym miała czterech synów
7. książę Szachzadeh Soltan Mostafa Mirza (urodzony w 1557 w Kazwinie, zmarł 2 listopada 1576), miał dwie córki - pierwsza, księżniczka Mahd-e-Olia, została żoną Abbasa Wielkiego, a drugą wziął za żonę Zulfichar Chan Karamanlu (mieli dwóch synów)
8. książę Szachzadeh Soltan Mahmud Mirza (urodzony w 1559 w Kazwinie, zmarł 24 lutego 1577), zarządca Szyrwanu w latach 1566–1567, zarządca Lahidżanu w latach 1567–1571, miał syna, którym był książę Mohammad Baqer Mirza (1575 – 24 lutego 1577)
9. książę Szachzadeh Imam Qoli Mirza (urodzony w 1562 w Kazwinie, zmarł 24 lutego 1577) – nie zostawił potomstwa
10. książę Szachzadeh Soltan ‘Ali Mirza (urodzony w 1563 w Kazwinie, zmarł 31 stycznia 1642 w Isfahanie), zarządca Gandży w latach 1570–1577. Oślepiony i uwięziony w twierdzy Alamut przez szacha Abbasa I. Jego żoną była Kabuli Begum - jego jedynym synem był książę Szahzada Soltan Mustafa Mirza.
11. książę Szachzadeh Soltan Ahmad Mirza (urodzony w 1564 w Kazwinie, zmarł 24 lutego 1577)
12. książę Szachzadeh Zeinal Abedin Mirza (urodzony przed 1576)
13. książę Szachzadeh Musa Mirza (urodzony przed 1576)

### Córki Tahmaspa I
1. księżna Szachzadeh Alamiyan Gowhar Soltan Bejgom (urodzona w 1540, zmarła 19 maja 1577) – poślubił ją książę ‘Abu’l Fath Soltan Ibrahim Mirza (urodzony w 1543, zmarł 24 lutego 1577), syn stryja, Szachzada ‘Abu’l Fath Muiz ud-din Bahram Mirzy, syna Ismaila I; ich jedynym potomstwem była córka księżniczka Gowhar Szad Begum (urodzona w 1561, data śmierci nieznana)
2. księżna Szachzadeh Alamijan Gowhar Soltan Bejgom (1540 – 19 maja 1577) – poślubił ją książę ‘Abu’l Fath Soltan Ibrahim Mirza (1543 – 24 lutego 1577), którego ojcem był stryj, syn Ismaila I, Szahzada ‘Abu’l Fath Muiz ud-din Bahram Mirza; miała córkę, księżniczkę Gowhar Shad Begum (1561–?)
3. księżna Szachzadi Alamijan Pari-Chan Chanum (1548–17 lutego 1578) – nigdy nie wyszła za mąż i nie miała potomstwa
4. księżna Szachzadi Alamijan Chadija Sultan Begum – jej pierwszym mężem był jej kuzyn Jamszid Chan Gilani (1557–1580), którego ojcem był Soltan Mahmud Mirza Gilani, zarządca Fumanu; drugim mężem był Mir Nimatu’llah Jazdi Zu’l-Nurain (była jego trzecią żoną), najstarszy syn Amira Ghiyasa ed-din Muhammada Jazdi Mir-i-Mirana; miała dwóch synów z pierwszym mężem
5. księżna Szachzadi Alamijan Zainab Bejgom (ur. w 1550, zmarła 14 maja 1641 w Isfahanie) – nie miała męża ani potomstwa
6. księżna Szachzadi Alamijan Mariam Soltan Bejgom (ur. w 1551, zm w 1608 w Isfahanie) – pierwszym mężem był Chan Ahmad Chan, zarządca Gilan, a drugim Mir Nematu’llah Jazdi Zu’l-Nurain, najstarszy syn Amira Ghijasa ed-din Muhammada Jazdiego Mir-i-Mirana – była jego drugą żoną; miała dwoje dzieci z pierwszego małżeństwa – córkę i syna
7. księżna Szachzadi Alamijan Bejgom Chanoum – poślubił ją Musib Bejg Chan, syna Muhammada Chana Takahiego
8. księżna Szachzadi Alamijan Chanisz Begom. (ur. po 1562, zm w 1590 w Isfahanie) – poślubił ją Mir Nimatu’llah Jazdi Zu’l-Nurain, najstarszy syn Amira Ghiyasa ed-din Muhammada Jazdiego Mir-i-Mirana; była jego pierwszą żoną i miała z nim dwóch synów
9. księżna Szachzadi Alamijan Fatemeh Soltan Bejgom – poślubił ją Amir Chan Musallu (zmarł w 1584 w Qahqasze), syn Muhammada Bejg Mosalli.
10. księżna Szachzadi Alamijan Szachbanu Chanum – poślubił ją jako swą pierwszą żonę jej kuzyn Amir Salman Chan Ustajalu, którego ojcem był Szach ‘Ali Quli Mirza Ustajalu

## W kulturze
Pojawił się kilkakrotnie w tureckim serialu Wspaniałe stulecie. W rolę młodego Tahmaspa I wcielił się Gökhan Alkan, a starszego Sermet Yeşil.